# Sultão Xá ibne Raduano
Sultão ibne Facre Almulque Raduano, Raduão, Riduão ou Ruduão, (Sultan ibn Fakhr al-Mulk Ridhwan; 1108 - depois de 1123) foi um emir seljúcida de Alepo de 1114 a 1118, filho e sucessor de Raduano.

## Vida
Sultão Xá nasceu em 1108 e era filho de Raduano, emir de Alepo de 1095 a 1113, com uma de suas esposas. Seu irmão mais velho, Alparslano Alacras, sucedeu seu pai em 1113, massacrando dois de seus irmãos. Não se sabe por que Sultão Xá, de seis anos, escapou do massacre. Alparslano rapidamente exibiu as características de um tirano sanguinário, louco e libertino. Apenas seu eunuco Lulu Iáia ainda se atreveu a se aproximar dele, mas temendo por sua vida, o assassinou durante o sono em setembro de 1114. Para manter o poder, Lulu colocou no trono Sultão Xá.
Mas a situação com os cruzados não melhorou e Rogério de Salerno, regente do Principado de Antioquia, exigiu de Alepo um imposto sobre cada peregrino muçulmano que ia a Meca, levando a população de Alepo ao limite e Lulu foi assassinada pelos soldados de sua escolta em abril de 1117. O cádi da cidade, Alboácem Maomé ibne Alcaxabe, ciente de que Alepo estava sob constante ameaça dos francos, expõe aos notáveis que a segurança estava permanentemente comprometida e os sugeriu que confiassem a cidade a um líder turcomano capaz, o emir Ilgazi. Este último veio para tomar posse no verão de 1118 e se casou com uma filha de Raduano, e Sultão Xá Shah foi para o exílio.
Sultão Xá foi citado pela última vez em 1124. Ilgazi foi sucedido por seu sobrinho Balaque ibne Barã, que queria ser a ponta de lança da reconquista muçulmana, mas cujas ambições preocuparam outros emires sírios, sobretudo Huçamedim Timurtaxe, filho de Ilgazi. Os emires sírios queriam eliminar definitivamente o perigo que Alepo representava e formar uma coalizão com o rei Balduíno II e sitiar a cidade. Sultão Xá participou do cerco, na esperança de recuperar seu trono. Mas os alepinos rejeitaram Timurtaxe, que perdeu o interesse na luta contra os francos e se instalou em Mardim, abandonando Alepo, "porque descobriu que houve muitas guerras contra os francos" (segundo ibne Alatir) e ofereceu a cidade ao atabegue de Moçul, Aque Suncur Bursuqui.